# Stepan Wassiljewitsch Grisodubow

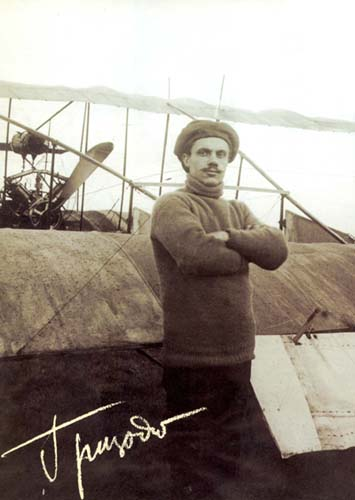
Stepan Wassiljewitsch Grisodubow

Stepan Wassiljewitsch Grisodubow (russisch Степан Васильевич Гризодубов; * 1. Julijul. / 13. Juli 1884greg. in Parchomiwka; † 11. Dezember 1965 in Charkiw) war ein russisch-sowjetischer Flugzeugbauer und Pilot.

## Leben
Grisodubow stammte aus einer adligen Familie. Sein Vater war Kanzleibeamter des Adelsmarschalls des Ujesd Sumy. Grisodubow besuchte die Eisenbahnschule Charkiw mit Abschluss als Elektromechanikmeister.

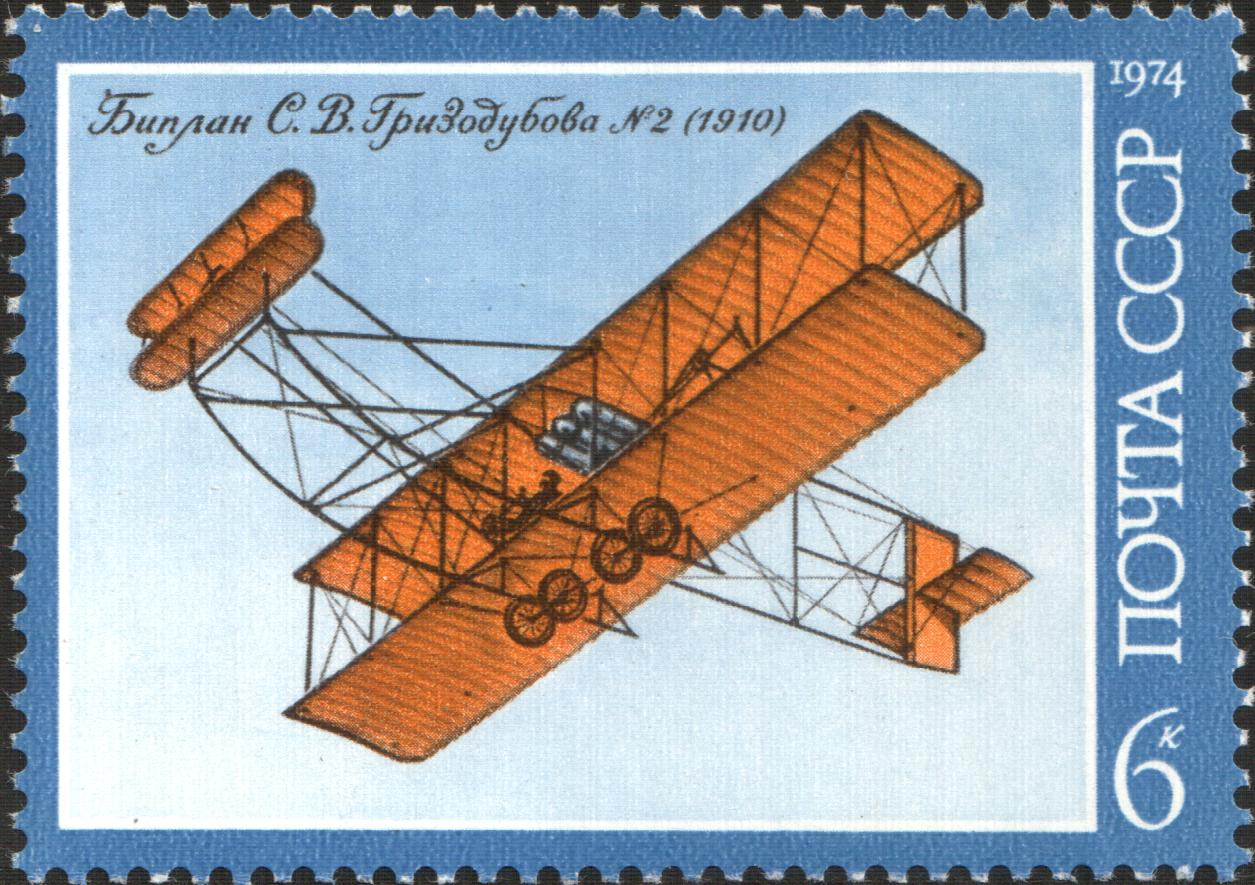
Grisodubows Doppeldecker Nr. 2 (1910), Briefmarke der Post der UdSSR 1974

Grisodubow leitete das Kraftwerk der Charkiwer Adelsversammlung und führte daneben seine eigene Werkstatt. Ab 1908 baute er das Flugzeug der Brüder Wright nach. Da ihm keine Zeichnungen zur Verfügung standen, benutzte er als Vorlagen Kopien von Filmaufnahmen aus dem Film des Flugs der Brüder Wright. Sein erstes Flugzeug flog nicht. Er arbeitete hartnäckig weiter, so dass sein drittes 1912 gebaute Flugzeug flog. Während des Ersten Weltkriegs absolvierte er als Angehöriger der Kaiserlich Russischen Armee die Petrograder Pilotenschule in Gattschina, die nach Samara evakuiert worden war, und erhielt das Pilotendiplom.
Nach der Oktoberrevolution leitete Grisodubow 1919–1920 die Werkstätten des Charkiwer Flugplatzes und reparierte die Flugzeuge der Roten Armee. Ab 1924 leitete er die Sektion für Segelflug und Kleinflugzeuge der Luftfahrtgesellschaft der Ukraine und Krim und organisierte den Segelflug im Lande. 1940 baute er einen Motorsegler und erprobte ihn zunächst nur im motorlosen Flug, da der Motor noch nicht fertig war.
Die Pilotin Walentina Stepanowna Grisodubowa war Grisodubows Tochter.
Die Wohnung der Familie Grisodubow in Charkiw ist jetzt ein Museum mit Fotos von Grisodubow und seinen Flugzeugen.